# Edith Cowan
Edith Dirksey Cowan OBE (geboren Brown; Moonyoonooka, 2 augustus 1861 – 9 juni 1932) was een Australische  activiste die streed voor de rechten en het welzijn van vrouwen en kinderen. Ze werd vooral bekend als de eerste vrouw die in een Australisch parlement zetelde.

## Biografie
Edith Cowan werd op 2 augustus 1861 geboren te Glengarry, een paarden- en schapenstation nabij Geraldton in West-Australië. Ze was het tweede kind van Kenneth Brown en zijn eerste vrouw Mary Eliza Dircksey Wittenoom. Kenneth Brown was pastoralist en de zoon van de pioniers Thomas en Eliza Brown die zich al vroeg in York hadden gevestigd. Mary Wittenoom was een lerares en de dochter van koloniaal kapelaan John Burdett Wittenoom. Toen ze zeven jaar oud was stierf Edith Cowans moeder tijdens een bevalling en werd ze naar een kostschool in Perth gestuurd die geleid werd door de juffrouwen Cowan, de zussen van haar latere echtgenoot. In 1876 vermoordde haar vader zijn tweede vrouw en werd opgehangen.
Op 12 november 1879 trouwde Edith met James Cowan in de St. George kathedraal in Perth. Hij was griffier aan het Hooggerechtshof. Ze kregen vier dochters en een zoon tussen 1880 en 1891. James Cowan werd in 1890 als politiemagistraat in Perth aangesteld. Dat gaf het gezin sociale en economische zekerheid en gaf Edith Cowan inzicht in de maatschappelijke problemen van die tijd.

## Sociale werken
Edith Cowan raakte begin jaren 1890 betrokken bij verschillende vrijwilligersorganisaties die zich het lot van vrouwen en meisjes aantrokken. Vanaf 1891 werkte ze voor de Ministering Children's League en vanaf 1894 voor het House of Mercy waar men ongehuwde moeders hielp. In 1894 was ze medeoprichter en secretaris van de Karrakatta Club, een leesclub waarin vrouwen "zichzelf onderwezen voor het soort leven dat ze zouden moeten kunnen leiden". De club lag mee aan de basis van de strijd voor het vrouwenkiesrecht. In 1899 kreeg Australië vrouwenkiesrecht. Van 1910 tot 1912 was ze voorzitster van de Karrakatta Club.
Ze was in 1906 stichtend lid van de Children's Protection Society. Die vereniging was instrumenteel in de totstandkoming van de State Children Act uit 1907 die leidde tot de oprichting van de Children's Court. Daarin werd ze in 1915 als een van de eerste vrouwen tot rechter aangesteld. In 1909 werd ze lid van de Women’s Service Guild waarvan ze ondervoorzitster was tot ze in 1917 ontslag nam over onenigheid die was ontstaan over het amenderen van de Health Act uit 1915 in verband met geslachtsziekten. Het werk van de gilde leidde in 1916 tot de oprichting van de King Edward Memorial Hospital for Women. Ze werd secretaris van de adviesraad van het hospitaal. Ze was mede-oprichtster, voorzitster (1913 - 1921) en tot haar dood ondervoorzitster van de West-Australische afdeling van de National Council of Women. In 1916 werd ze lid van de vrijmetselarij, van de Australische afdeling van Droit Humain, en van het Anglican Social Questions Committee. Tijdens de Eerste Wereldoorlog verzamelde ze fondsen voor het Rode Kruis, zette zich in voor rekruteringscampagnes en organiseerde  "Soldiers' Welcome Home". In 1920 werd ze Justice of the Peace en werd ze tot ridder geslagen in de Orde van het Britse Rijk voor haar inspanningen tijdens de oorlog.
In 1923 werd Edith Cowan lid van de overwegend mannelijke Anglicaanse synode. In 1925 was ze Australisch afgevaardigde op de internationale vrouwenconferentie in de Verenigde Staten. Ze richtte in 1926 de Royal Western Australian Historical Society mee op en hielp het feest voor honderdjarig bestaan van West-Australië in 1929 mee organiseren. Ten tijde van West-Australiës eeuwviering publiceerde The West Australian een lijst met raden van bestuur waarvin Cowan zetelde en een boodschap van harentwege voor de lezers:
- Perth Hospital Board

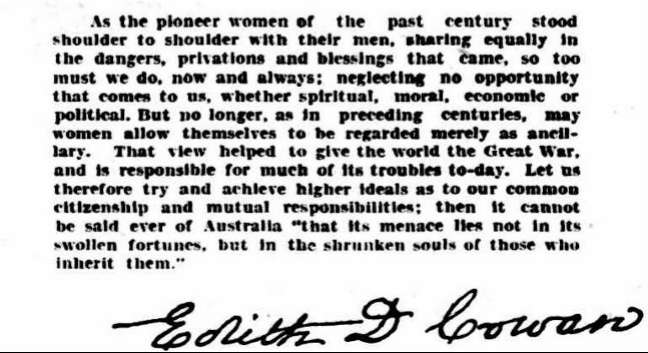
Gehandtekende boodschap uit The West Australian tijdens de eeuwviering

- King Edward Maternity Hospital Advisory Board
- Bestuurslid van de Perth Hospital Red Cross Auxiliary
- Voorzitster van het Military Nurses Home committee
- Voorzitster van het Pageantry and sights committee -- WA Historical Society
- Ondervoorzitster van de WA League of Nations Union
- Red Cross division committee
- Children's Protection Society
- Town Planning Association
- Housewives Association
- Infant Health Association
- WA Historical Society
- National Party Executive
- Gouverneur van de St Mary's Church School
- General and Provisional Synods of the Church of England
- Bush Nursing Association
- Centenary Committee
- Women's Immigration Auxiliary
- Girl Guides Council
- Karrakatta Club
- Western Australia National Council of Women

## Politiek
Eén jaar nadat beslist werd dat vrouwen zich verkiesbaar mochten stellen nam Edith Cowan in 1921 deel aan de verkiezingen voor het West-Australische lagerhuis. Hoewel ze voor een aantal radicale maatregelen zoals overheidskeukens, kindergeld en kinderopvang voor werkende moeders opkwam, werd ze gesteund door de conservatieve Nationalist Party. Ze versloeg de zetelende TP Draper die ironisch genoeg de verkiesbaarheid van vrouwen in het parlement mogelijk had gemaakt. Edith Cowan was niet alleen de eerste vrouw in een Australisch parlement maar de eerste vrouw in een parlement in het Britse Rijk.
Tegen de partijlijn in probeerde Cowan wetgeving aan te passen ten voordele van vrouwen en kinderen. Ze kreeg onder meer de Women's Legal Status Bill zonder amendementen goedgekeurd. Niemand mocht nog op basis van geslacht gediscrimineerd worden voor publieke, burgerlijke of rechtelijke functies. De prijs voor haar politieke moed en het ingaan tegen de partijlijn was haar zetel. Ze geraakte niet meer herverkozen in 1924 en 1927. Ze had de steun van haar partij verloren, moest het opnemen tegen een sterke kandidaat van de Labour Party en er was onenigheid tussen de twee grootste vrouwenorganisaties.

## Nalatenschap
Edith Cowan bleef ondanks een slechte gezondheid nog lang sociaal actief. Na een laatste opname in het hospitaal stierf ze op 9 juni 1932. Haar man en drie dochters overleefden haar. Ze werd begraven op het Anglicaanse gedeelte van de begraafplaats van Karrakatta.
Voor haar inzet en de vruchten ervan werd Edith Cowan op vele manieren geëerd. Twee jaar na haar dood werd de Edith Dircksey Cowan Memorial onthuld met daarop de inscriptie:
| ERECTED IN HONOUR OF EDITH DIRCKSEY COWAN O.B.E., J.P. BY THOSE WHO ADMIRED HER MANY GOOD WORKS FOR HUMANITY 1861–1932 FIRST WOMAN MEMBER OF PARLIAMENT IN AUSTRALIA A LIFE OF SERVICE |

In 1975 werd haar beeltenis gebruikt voor een postzegel in het kader van een zesdelige "Australian Woman" serie. In 1979 werd een herdenkingsplaat op St Georges Terrace in Perth aangebracht. In 1984 werd het kiesdistrict "Division of Cowan" naar haar vernoemd. In 1991 werd de Edith Cowan University (ECU) naar haar vernoemd. Haar beeltenis siert een 50$ biljet dat werd uitgebracht in oktober 1995. In 1996 werd een gedenkplaat aangebracht in de St. George kathedraal in Perth. Er wordt naar haar gerefereerd op de Centenary of Western Australian Women's Suffrage Memorial in King's Park in Perth en op een wandtapijt dat in 2000 werd opgehangen in het King Edward Memorial Hospital.
In 2001 werd Edith Cowan toegevoegd aan de "Victorian Honour Roll of Women" en op 12 juni 2025 werd in Perths zakendistrict een standbeeld van Cowan onthuld.

## Galerij

Edith Cowan
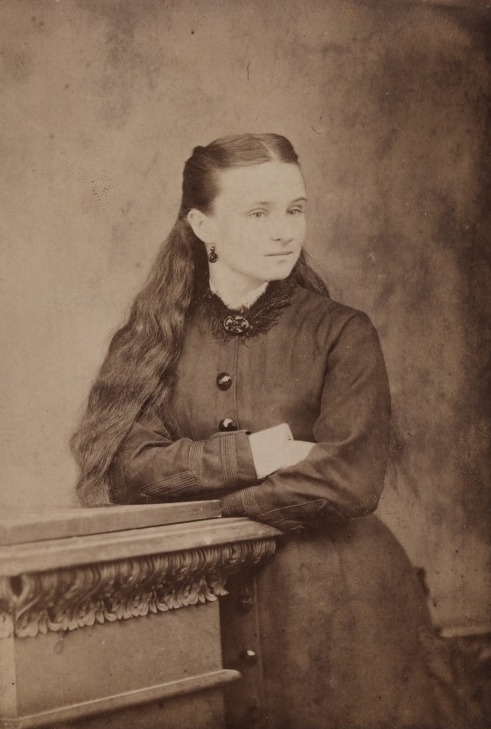
Edith Cowan circa 1876
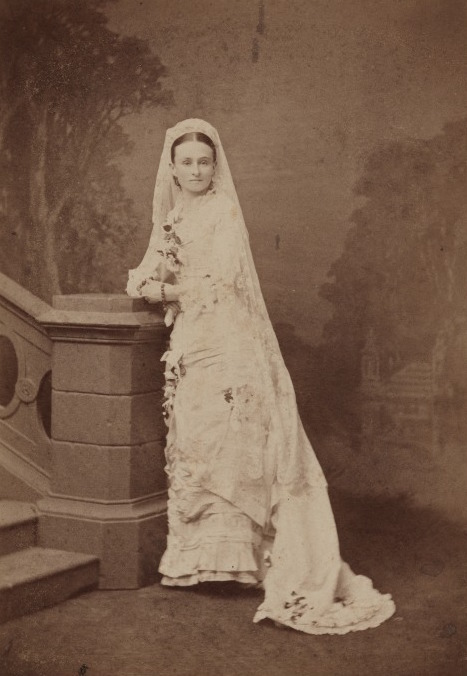
Edith Cowan in huwelijksjurk
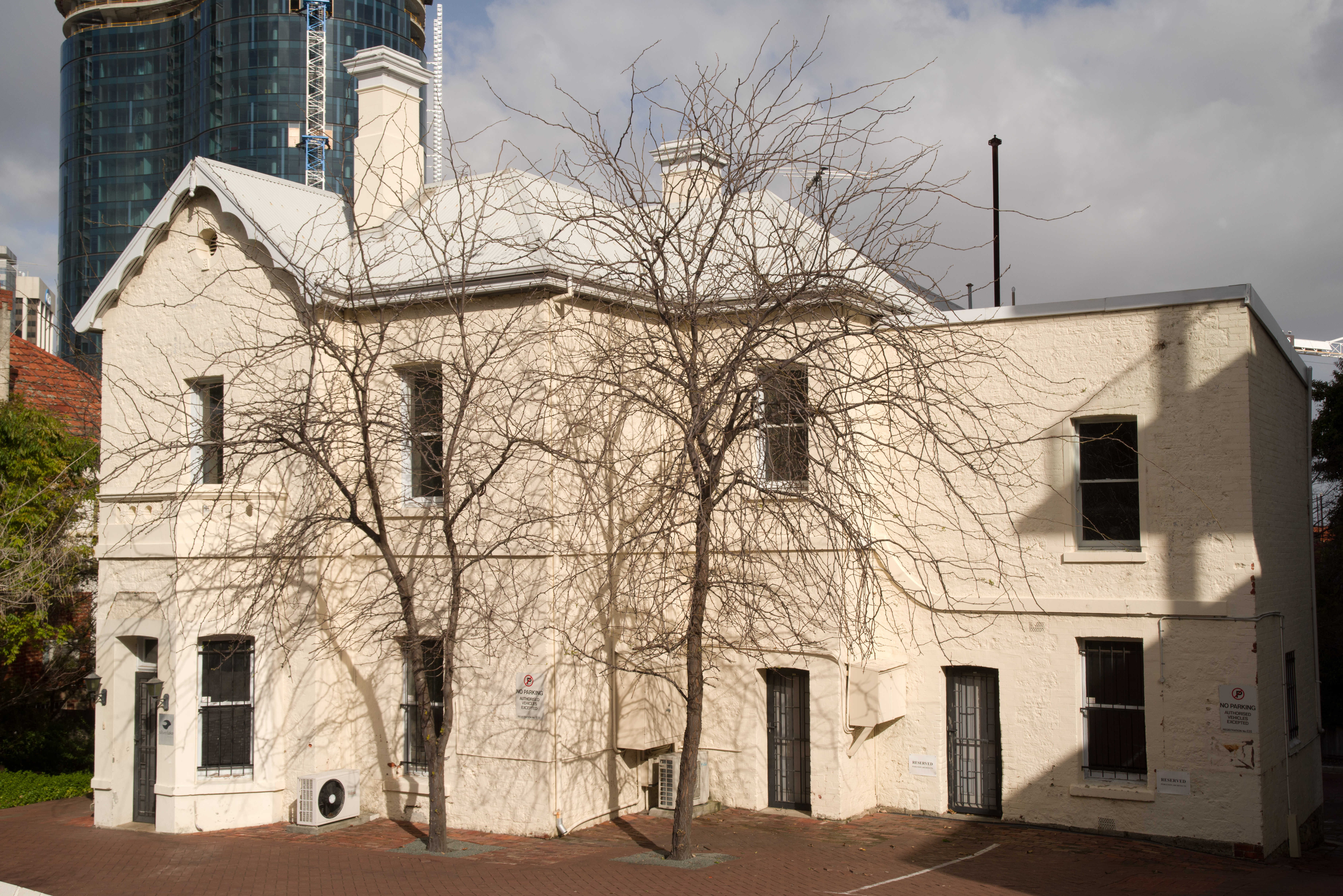
Cowans residentie
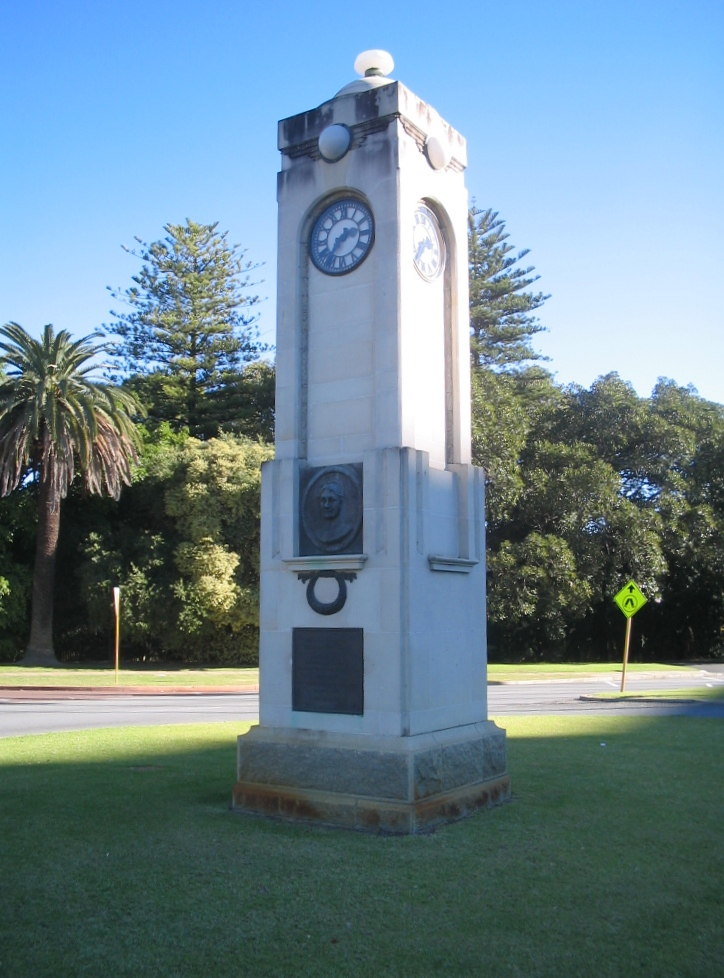
Cowan Memorial
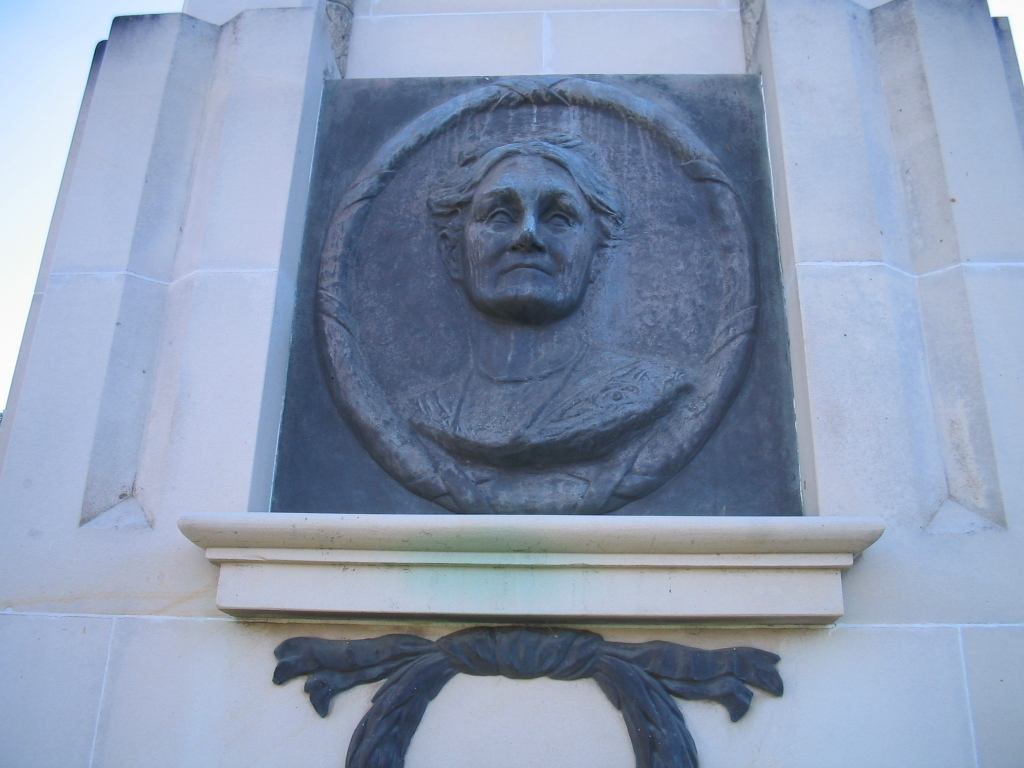
Cowan Memorial
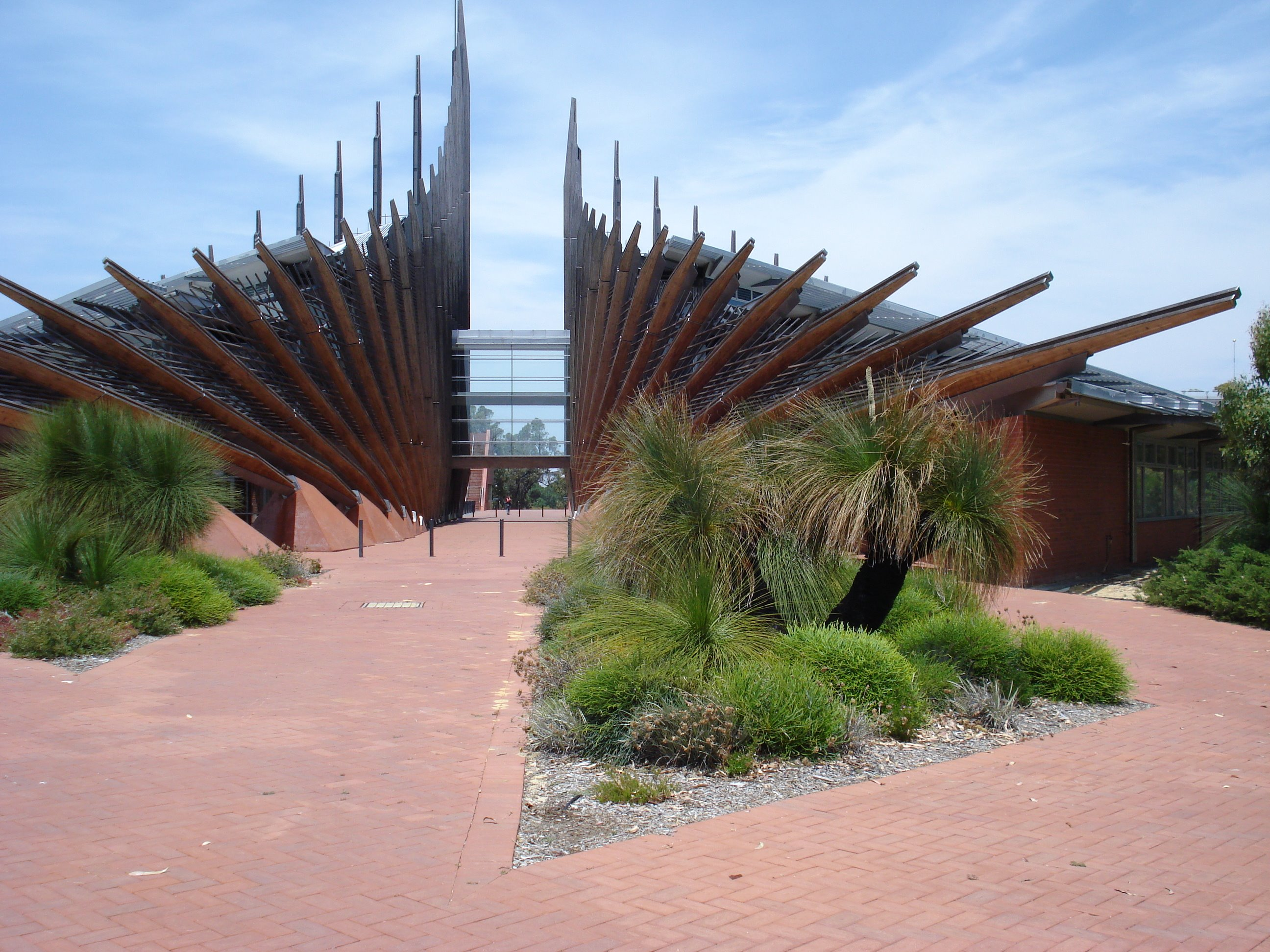
hoofdingang ECU
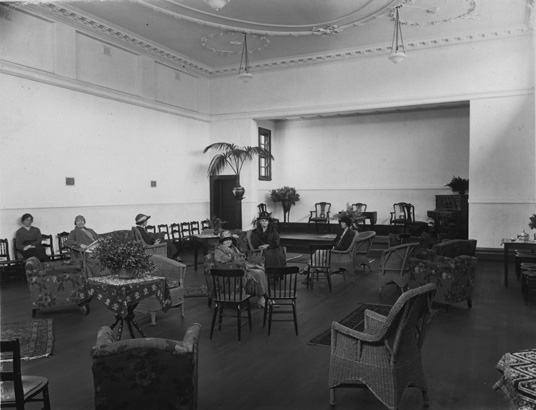
Karrakatta leesclub 1920
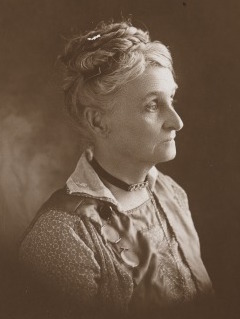
Edith Cowan in 1921